# Ха (бирманская буква)
Ха — 31-я буква мьянманского алфавита. В сингальском пали соответствует букве хаянна, в тайском пали соответствует букве хохип (ящик). В лигатурах (бжитвэ) ха пишется с помощью знака хатхо. Бирманские имена на букву ха (тоутьянен) даются детям, родившимся в пятницу .

## В грамматике
- Ха — катавибэ, один из показателей подлежащего.
- Хоу — эхньюннэнза, указательное местоимение тот, та.